# Wait for You
Wait for You is een nummer van de Engelse singer-songwriter Myles Smith uit 2024. Het is de tweede single van zijn tweede studioalbum A Minute...
Het nummer was de opvolger van Smiths doorbraakhit Stargazing. "Wait for You" gaat over verlangen en geduld in een verliefdheid. Met expressieve vocalen en introspectieve teksten zingt Smith over hoop houden op de juiste persoon. De plaat leverde Smith wederom een hit op, maar het succes was kleiner dan dat van de voorganger. Zo bereikte "Wait for You" de 53e positie in Smiths thuisland het Verenigd Koninkrijk. In de Nederlandse Top 40 bereikte het de 26e positie, terwijl in de Vlaamse Ultratop 50 de 49e positie werd gehaald.

## Tracklijst
- Muziekdownload

1. "Wait for You" - 3:21